# Església de Santa Maria (Villena)
L'església de Santa Maria és un temple catòlic situat a Villena, Alt Vinalopó (País Valencià).

## Història i tipologia
L'església de Santa Maria es va aixecar sobre una antiga mesquita musulmana al segle xvi per convirtirse en l'església de Santa Maria o del Raval. Té una sola nau, que sembla convertir-se en tres al perforar els contraforts interiors. La seua capçalera poligonal no té girola, i les seues voltes de creueria descarreguen en pilars amb semicolumnes adossades que porten gravats relleus renaixentistes.
El Renaixement també es pot observar en una porta interior que dona a la sagristia, sent un element més d'aquest estil que està representat en el monument i la ciutat. La façana està emmarcada per un pòrtic barroc, mentre que la torre, exempta en dues terceres parts del seu perímetre, s'equipara a la de Santiago. Una de les seues campanes, l'anomenada Campanica de la Virgen, procedeix de l'antiga Torre de l'Orejón.
Que l'església estava extramurs i encara en obres en 1575 es confirma per aquest fragment de la Relació enviada a Felip II pel Consell de Villena, en què a més es dona relació de les capelles existententes, en una de les quals està enterrada Catalina Ruiz d'Alarcón, important mecenes del temple:
| « | Ay dos iglesias parrochales, la una so invocaçion del señor Sanctiago, dentro de lo çercado de la çiudad, y la otra so invocaçion de nuestra señora Sancta Maria, en el arraval de la dicha çiudad. […] en el enterramiento de la capilla mayor esta la dicha doña Catalina Ruyz de Alarcon, que doto dicha yglesia e capilla de las dichas seys capellanias [...]. Esta yglesia se va obrando y edificando, y en la obra que esta fecha, entre los dichos estribos de dicha yglesia, a la parte del Evangelio, ay una capilla so ynvocaçion de Sancta Catalana, e otra, so ynvocaçion de la Transfiguraçion de Nuestro Señor Jesucristo. Y a la parte de la Epistola, la una capilla so ynvocaçion de San Joachin e Sancta Anna, y la otra, so ynvocaçion de señor San Pedro. | » |

El temple va ser incendiat durant la Guerra Civil i va desaparèixer el presbiteri, que va ser reconstruït el 1948 simulant la volta una de creueria.